# Мошенички от класа
„Мошенички от класа“ (на английски: The Hustle) е американски комедиен филм от 2019 г. на режисьора Крис Адисън, по сценарий на Стенли Шапиро, Пол Хенинг, Дейл Лаунър и Жак Шафър, с участието на Ан Хатауей и Ребъл Уилсън, и е ориентиран към жените римейк на филма „От мошеник нагоре“ от 1988 г., в който на себе си е римейк на „Приказка за лека нощ“ от 1964 г. Филмът проследява две жени, които се заемат да измамят интернет милионер.
Филмът е пуснат по кината в САЩ на 10 май 2019 г. от „Юнайтед Артистс Релийзинг“, докато „Юнивърсъл Пикчърс“ разпространява филма в световен мащаб.